# Navigation par alignements
Pour les articles homonymes, voir Alignement.
La navigation par alignements est une technique de navigation maritime qui utilise le fait que lorsque l'observateur voit deux amers et se situe sur la demi-droite qui les joint, les deux amers lui apparaissent superposés ("alignés"). L'alignement est nommé en assemblant les noms des deux amers, le plus lointain en premier. Les alignements "A/B" (A par B) et "B/A" (B par A) sont à 180° l'un de l'autre. Si "A" est plus près de vous que "B", vous êtes sur l'alignement "B/A".
Cette propriété technique permet :
- d'estimer la position du navire en notant l'instant où le navire passe sur l'alignement de deux amers (le navire se trouve à cet instant sur le prolongement de la demi-droite qui joint les deux amers) ;
- de naviguer en sécurité en gardant le navire sur l'alignement (alignement de route) ;
- de rester à l'écart d'une zone dangereuse en évitant de croiser l'alignement (alignement de sécurité ou de garde) ;
- de mesurer la variation magnétique (W) à ce cap par comparaison des relèvements compas et vrai de l'alignement ;
- d'estimer, voire de mesurer la dérive (par le vent, le courant).

Contrairement à un phare qui peut couvrir un vaste secteur si l’arc visible est considérable (par exemple sur un haut-fond au large ou un cap avançant dans la mer), l’alignement sur un rivage constitue une aide à la navigation sur un faisceau relativement étroit, voire linéaire. Il ne peut donc pas servir au repérage d’une côte à partir du grand large : les premières estimations doivent avoir été faites au préalable (amer remarquable du grand large, point relevé au sextant ou GPS, etc.)

## Mise en œuvre

Alignement type - NOTE : d'après les conventions internationales, le trait central devrait être plein; les côtés du rectangle en traits pointillés..

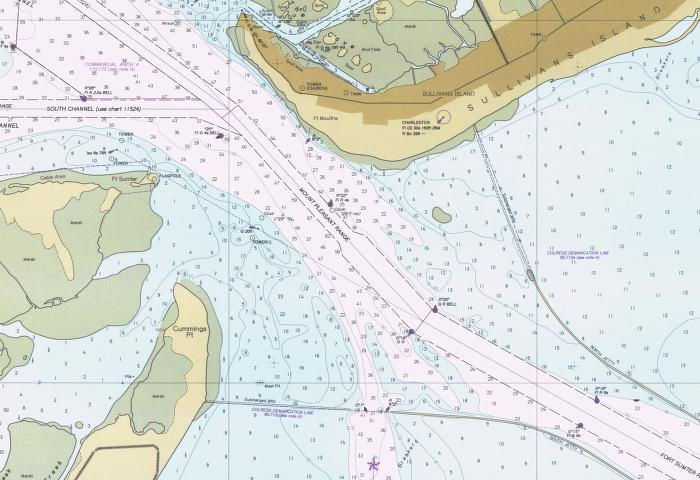
Alignements de chenal d'entrée

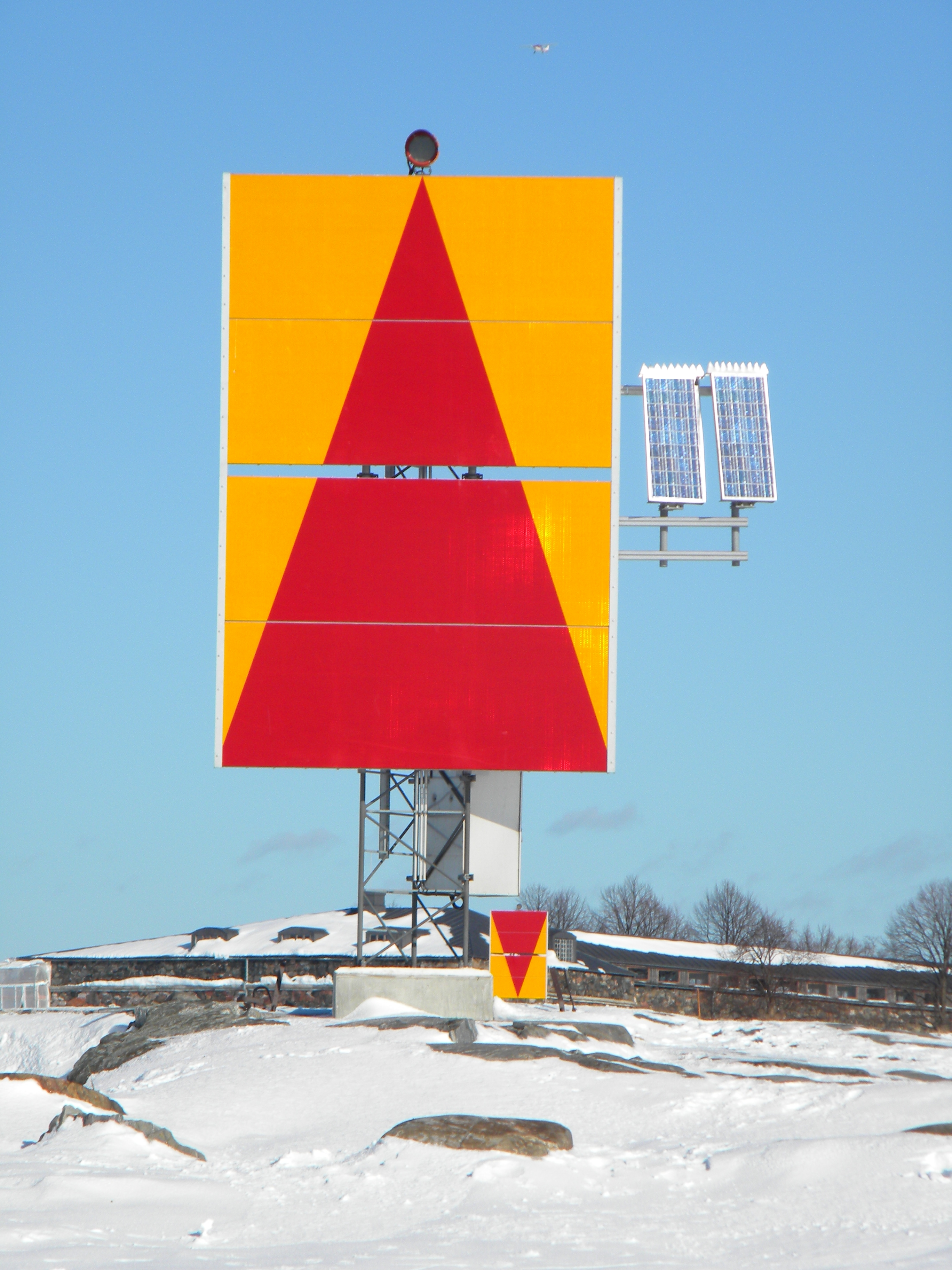
Alignement de marques à terre - N. B. Les marques sont souvent séparées par des « bandes verticales noires » qu'on doit chercher à aligner

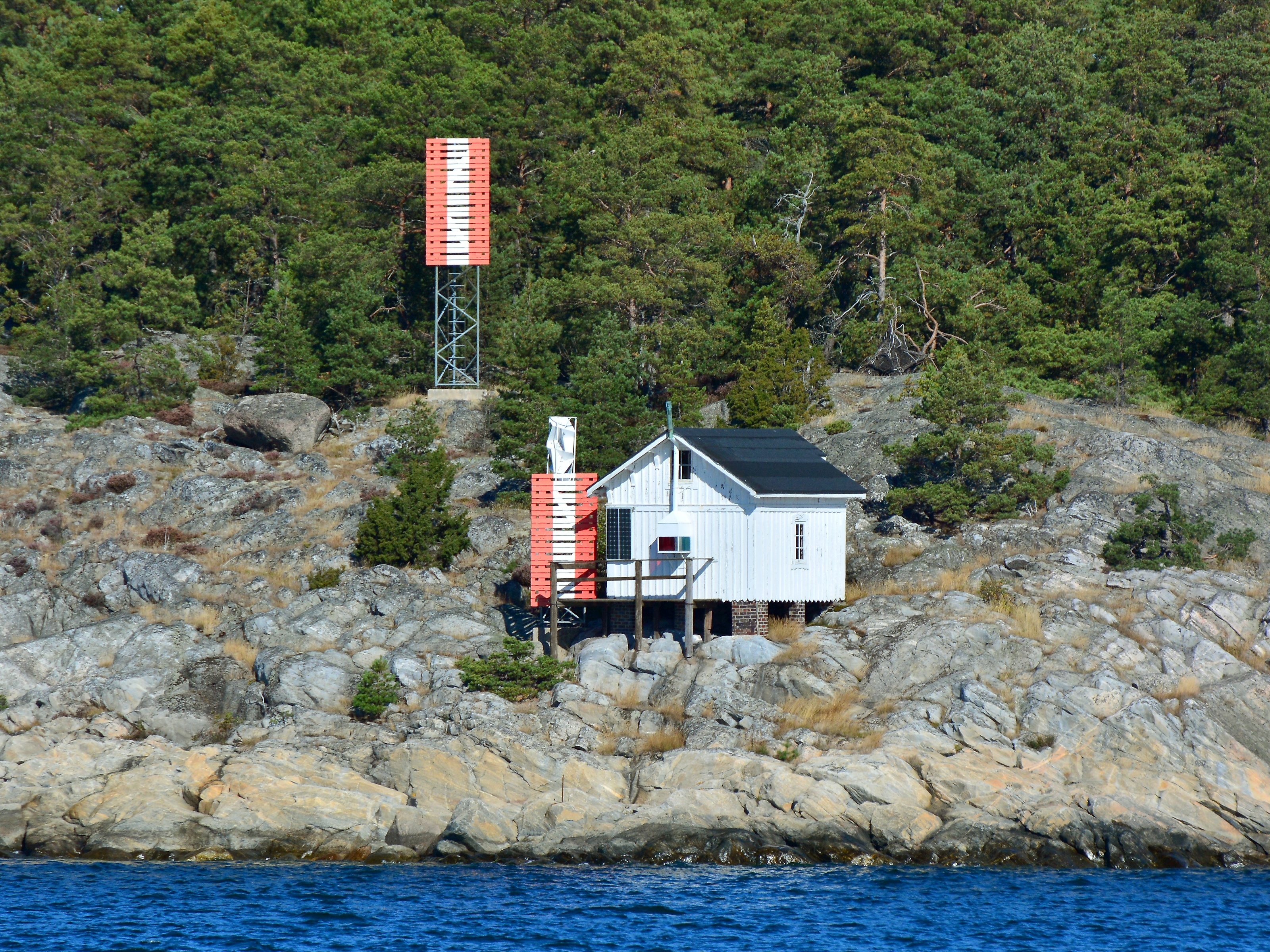
L'observateur se trouve légèrement sur la gauche de l'alignement

La technique consiste à trouver à terre ou sur la carte marine deux amers fixes (les amers flottants ne sont jamais utilisés comme alignement) dont l'alignement passe par la route souhaitée, puis à les repérer dans le paysage. On positionne ensuite le navire de manière à suivre l'alignement (maintenir les deux amers alignés) s'il s'agit d'un alignement de route. Suivre un alignement c'est suivre une route fond.
Certaines routes ou certains chenaux (entrées et sorties de ports, secteurs dragués des cours d'eau...) sont volontairement "matérialisées" en implantant des balises (phares, tourelles, ou simples amers) qui forment l'alignement voulu.
Pour utiliser un alignement de sécurité, on effectue un changement de direction lorsque les deux amers s'alignent.
Lorsqu'on restreint l'écart latéral entre les deux amers d'un alignement, ils semblent se rapprocher (jusqu'à se superposer) : on dit que l'alignement se ferme ; lorsqu'on s'en éloigne, l'alignement s'ouvre. On peut ainsi utiliser des alignements dits ouverts, c’est-à-dire des alignements qui maintiennent l'un ou l'autre des amers repérés à droite ou à gauche de l'autre amer.
Dans les chenaux étroits, la ligne droite délimitée par un alignement NE doit PAS être suivie par les navires : pour qu’ils puissent se rencontrer, il doit être ouvert pour chacun d’eux ; les traits pointillés indiquent les limites utiles de part et d'autre.
On peut connaître précisément la position du navire lorsqu'il se trouve simultanément sur deux alignements. Cette technique peut aussi être combinée avec la navigation par relèvements pour obtenir une position (un point) par un relèvement et alignement. L'un de ces relèvements peut lui-même être un alignement.
- Bénéfices : Basée sur l'optique et la géométrie, c'est une technique de navigation très précise. Elle peut se pratiquer la nuit, en utilisant les phares et balises lumineuses ou, lorsqu'elles sont équipées du nécessaire, leur écho radar ;
- Inconvénients : Cette technique ne peut se pratiquer qu'à proximité des côtes, et que si les conditions de visibilité le permettent. Elle ne doit pas être utilisée sur des repères dont la position pourrait changer accidentellement comme les bouées.

## Technique

### Types d'alignements
Un alignement peut être naturel  (géographique), artificiel (architectural) ou nautique (spécifique).
Un alignement naturel exploite des amers qui ne sont pas destinés à la navigation comme les accidents de terrain (sommets, pics, falaises…) Un alignement artificiel consiste à utiliser des constructions humaines remarquables : châteaux d’eau, croix, clochers… Les alignements nautiques s’effectuent avec des aides à la navigation propres, physiques et visuelles ou électroniques : permanents, calculés selon le plus grand soin, ils sont reportés sur les cartes nautiques et dûment répertoriés et décrits au Livre des feux et dans les instructions nautiques. (Les autres sont conditionnels à la route recherchée, aux amers disponibles, à leur qualité et, ultimement, au discernement du navigateur.)

#### Alignements naturels (géographiques)
Comme les cartes d’état-major du XIXe siècle, les cartes marines ont longtemps privilégié une reproduction calquant aussi fidèlement que possible les accidents de terrain tels que distingués à partir du large. On pouvait alors sélectionner les points les plus remarquables pour définir une route sécuritaire.
Cette carte de 1865 de l’île de la Réunion n’a retenu que les amers se prêtant à des relèvements et à des alignements : à 3019 m, le Gros Morne, et, à 129 m, le Piton de la Rivière des Galets.
Avec un tel sommet, l’île est d’abord facilement repérable de très loin par temps clair ; la combinaison du Gros Morne par le Piton de la Rivière des Galets permet l’alignement de large, d’approche puis d’entrée directement au port. Les données topographiques expurgées de la carte suggèrent un autre alignement d’approche : le Piton à 2226m par la gorge de la Rivière des Galets. Vu la largeur de la gorge, cet alignement ne convient pas à un atterrissage de précision.
Dans le golfe du Saint-Laurent, sur quelque 7 milles, un alignement géographique à ±070° par deux étroites passes séparant deux paires d’îles, permet de couper la baie de Sept-Îles à travers l’archipel qui en barre l’entrée.
En venant de l’est la nuit, le feu de la Pointe à la Chasse (Fl W 6sec) de 7 milles de portée « s’enfile » entre ces amers naturels pour constituer un alignement approximatif (Il est alors mixte).
Rares, très serrés, voire risqués à marée basse, ces alignements sont réservés à la petite plaisance avec connaissance locale.

#### Alignements artificiels (architecturaux)
Un alignement artificiel consiste à recourir à des constructions humaines remarquables (châteaux d’eau, clochers…)
On trouve un tel alignement sur cette carte américaine utilisant les relevés français de 1867-68 : « Colline du Sergent en ligne avec le coin de l’aile nord de la Maison des douanes @ 172 ½° » (traduction libre).
Autres exemples : dans la rade de Saint-Malo, parmi la douzaine d’alignements signalés sur la carte 7130 : « le clocher de Dinard à droite des roches du Petit Bé à 203° » et « clocher de Saint-Malo et Rocher les Cheminées @ 104°5 ».
Dans les Instructions nautiques, ce type d’alignement a fait place aux alignements spécifiques. En revanche, il reste à la disposition de la petite plaisance pour des atterrissages et échouages particuliers.

#### Alignements nautiques (spécifiques)
Presque toujours l’œuvre d’autorités compétentes, les alignements nautiques sont partie constituante d’un système beaucoup plus large. Ils constituent un procédé d’identification et de projection de routes soigneusement calculées et toujours décrites dans les divers ouvrages (cartes, Instructions nautiques, Livre des feux, etc.) D’une manière générale, les attributs topographiques sont alors précisés, notamment le relèvement et la distance séparant les deux amers.
D’un coût d’installation relativement élevé (voies d’accès, câblage électrique, tourelles jusqu’à plusieurs dizaines de mètres au-dessus du sol…), ces alignements sont vite amortis à cause de leur entretien simplifié : remplacement des feux, rafraîchissement de la peinture radar…
Selon les exigences du trafic maritime, on peut distinguer trois types d'alignements nautiques :

##### simplement visuels
Ce peut être le cas pour des alignements d'approche serrée ou de chenal très étroit ou tortueux.

##### comportant des réflecteurs radar
La peinture ad hoc étant une exigence sine qua non du dispositif, un revêtement sensible au radar en augmente considérablement l'efficacité. Les alignements purement visuels sont donc relativement rares.

##### lumineux
Sur de longues distances (> 1 mille) et dans les zones fréquentées, surtout par des bâtiments de gabarit élevé (ex. SeawayMax), les feux sont de règle. Leur portée nominale est alors bien supérieure à celle de la portion utile, navigable de l'alignement pour compenser la visibilité au fur et à mesure de sa dégradation (voir plus bas).

#### Alignements mixtes
Est mixte un alignement combinant des amers de types différents (phare avec tourelle, etc.)
Exemples :
- dans la rade de Saint-Malo, par le nord-est, « la villa le Nick & la tourelle Le Buron @ 236° » et « la partie droite du Grand Bé par la tourelle la Croulante à 222° » ;
- le grand accès au port de Concarneau s’effectue par « le clocher de Beuzec par le phare de la Croix à 028,5°. » Le clocher portant un feu (scint. b), cet alignement devient spécifique de nuit ;
- aux approches du port de New-York, au sud du pont de Verrazano, l’alignement d’Ambrose (voir carte plus bas).

### Construction et caractéristiques
Contrairement à un phare constitué d’une tour en maçonnerie, un alignement repose le plus souvent sur deux tourelles généralement métalliques, éventuellement érigées sur une base de béton orientée contre le courant s’il est attaqué par les glaces.

### Tourelles et marques
Venant du large, la tourelle la plus proche est dite antérieure (ou basse) et l’autre postérieure (ou haute). La tourelle antérieure comporte un triangle ou un trapèze isocèle dont la base la plus large est orientée vers le bas, et la postérieure en sens inverse : rigoureusement alignées, les marques délimitent alors un (double) trapèze apparent le plus déployé possible.
Il est aussi courant d'équiper la tour de « bandes verticales noires ». À proximité des tourelles, elles permettent un alignement de haute précision.

### Visibilité et relèvement
Contrairement à un feu sectoriel, un alignement doit être visible sur un secteur d'une certaine importance. L'expression consacrée  « visible sur l'alignement »  doit donc être prise avec circonspection. En effet, si l'une des tourelles est masquée par un obstacle quelconque, le navigateur ne peut savoir comment récupérer le relèvement si c'est la seule aide à la navigation dont il dispose : c'est le fait de pouvoir observer à la fois la tourelle antérieure et postérieure qui lui permet de rectifier sa route.
Un exemple « pratique » est fourni par le sarclage (voir plus bas) sur l'île Lamy, au confluent de la rivière Bécancour avec le Saint-Laurent. Situé juste à l'est de la tourelle antérieure ATL 2073, le vaste et dense boisé est systématiquement sarclé sur une centaine de mètres de largeur : le secteur de quelque 10° « balaie » in extremis la portion utile de l'alignement montant entre les hauts-fonds marqués par les bouées C28 et C30. À l'entrée (à quelque 4 milles de là entre les bouées C20 et C21), l'alignement couvre le vaste trapèze du mouillage d'urgence qui mène au port de Bécancour (±3 milles par quelque 1,2 (cartouche de la carte 1.313 du SHC).

### Feux

#### généralités
Plus l’alignement est important, plus systématiquement est-il équipé d’une paire de feux.
Ces feux sont bien sûr beaucoup plus visibles de nuit qu’en plein jour. Toutefois, même si leur portée réelle est bien supérieure à la route à suivre, contrairement aux phares, elle n'est pas indiquée sur les cartes, mais - purement théorique - seulement reportée dans le Livre des feux. Le diagramme de portée nominale la précise en fonction de la « visibilité météorologique fournie par la météo ».
L’intensité lumineuse des feux d’alignement est souvent « plus forte » ou « visible [seulement] sur l’alignement », donc jusqu’à « extinction » à partir d’un certain angle.
À mi-chemin entre les faisceaux plus ou moins larges des phares et ceux, par définition étroits, des feux sectoriels, le relèvement proposé par le faisceau lumineux ou radar est toujours un cône qui s'élargit au fur et à mesure qu'on s'éloigne du dispositif. Surtout s'il est très long, un alignement doit donc toujours être validé par la route portée sur la carte ou inscrit dans le Livre des feux. Même dans les cas d'éventuelles pannes, une anomalie optique peut provoquer un faux alignement croisé (voir plus bas).
Dans les régions arctiques - et ailleurs - où la navigation ne peut être que saisonnière, les feux le sont aussi.

#### feux de secours
Plus l’alignement est important, plus systématiquement est-il équipé d’un feu de secours, souvent identique au-dessus des deux tourelles. Feu principal comme feu (ou mode) de secours peuvent, à l’occasion n’être en opération que la nuit. (Voir illustration ci-dessus).

#### feux en milieu urbain
Dans les zones urbaines où ces feux risquent d'être masqués ou peu visibles, divers dispositifs permettent de les distinguer : phase, couleurs particulières, etc. Sur la rive droite du Saint-Laurent, à Longueuil, l’ultime alignement d’approche du port de Montréal, la Traverse de Longue-pointe, comporte deux feux isophases aux 2 secondes.

#### discrimination des alignements
Lorsque plusieurs alignements sont proches les uns des autres, ils doivent être distingués par des « caractéristiques propres » (comme tous les autres feux dans les mêmes conditions).
Sur le Saint-Laurent, dans la courbe Bellmouth (voir note plus bas), un bâtiment avalant est d'abord aligné @ 033o06 pour quelque 2,2 milles sur la Course Contrecoeur portant des feux fixes jaunes (dont la portion non navigable jusqu'à la tourelle antérieure est de ±4,3); puis pour 1,1 milles @ 45o46' sur les feux verts  de la Petite Traverse (0,7); le quittant, il relève par 300o le feu ATL 2286.7 isophase jaune aux 2s. sur l'île Saint-Ours; puis s'aligne sur 0,6 mille sur le feu directionnel rouge à 25o0 (idem 0,6); enfin suit la route 002o22' sur 2,3 milles sur la Course Contrecoeur (<1 mille). Comme ces derniers ne peuvent pas être confondus avec tous les autres, ils ont la couleur « classique » des alignements : vert.
Toutes ces distinctions sont d'autant plus nécessaires que les alignements « sont [doublés] d'un feu secondaire ». À noter : le feu directionnel rouge ATL 2286 constitue un alignement de fait avec le feu postérieur ATL 2291 de la Course Contrecoeur) mais n'est pas inscrit dans les documents officiels comme tel : sur ±1/2MM, un bâtiment de fort tonnage n'est pratiquement jamais en ligne droite, soit qu'il tourne d'abord à droite, puis à gauche, ou qu'il dérive ou que, sous l'effet du surenfoncement, par exemple, il ne soit attiré par un autre navire... Le trait symbolisant la section navigable (voir plus bas) n'a donc pas à être matérialisé sur la carte.

### Réflecteur radar et autres dispositifs
La plupart des alignements sont recouverts de « marques de jour orange fluorescent » qui les rendent visibles sur radar même par temps de brouillard.
À l’occasion, l’une des tourelles – généralement antérieure - comporte une autre aide à la navigation, comme un racon (balise radar : exemple, sur le pilier 2293 de l’alignement de Lavaltrie émettant la lettre N : - .) ou une corne de brume, un sifflet, etc.

### Description dans lesLivres des feux
Selon les administrations, diverses données sont fournies sur les alignements. Voir la liste complète ci-dessous dans GÉNÉRALITÉS.
Étant donné le rôle dévolu aux alignements, la route est toujours donnée à partir du « feu antérieur ». Les coordonnées de la tourelle postérieure complètent alors l'information nécessaire à la localisation de l'ensemble du dispositif.
Diverses dispositions sont prises pour marquer le jumelage indissociable des deux marques : portant le même nom, un trait vertical jouant le rôle d'accolade, les relie; si - cas le plus fréquent - elles ont le même numéro d'identification, l'une d'elles comporte une décimale...
Dans les Livres, la précision des routes peut être supérieure (incluant la minute ['] et même la décimale) à celle reportée sur les cartes, où elle est souvent simplement arrondie au chiffre rond ou au demi-degré. Exemples : l'alignement du quai de Cap-de-la-Madeleine de 242°37' (ATL - 2080) n'est reporté qu'à 242°1/2 sur la carte SHC 1.313; à côté, celui de Saint-Angèle-de-Laval à 228°47' est arrondi à 229°. Dans ce dernier cas, notons cependant une différence terminologique importante puisque l'alignement ne porte pas le même nom dans le Livre des feux et sur la carte (Route de la Pointe-aux-Ormes).

### Report sur les cartes

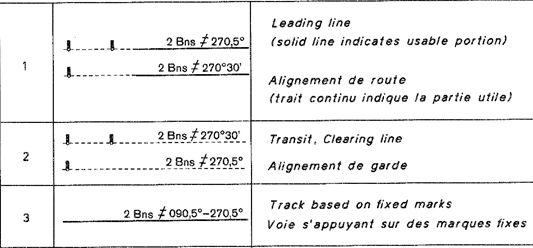
Alignements : symboles internationaux

Les symboles internationaux sont les suivants : 
- la portion NON navigable est distinguée de la section navigable : traits pointillés contre plein. Dans un chenal étroit, la longueur peut être indiquée. Elle correspond alors à la portée minimale des feux par temps clair.
- dans la pratique, les alignements ne sont guère utilisables que sur les cartes à grande échelle (en bas de 1/50 000e). Exception notable : dans l'Arctique, l'alignement de quelque 10 milles navigables @ 046° de Spence Bay (Bn R 101 / 58ft, carte 7 770 au 1/50 000e) se retrouve aussi sur la carte 7 760 au 1/200 000e.

Pour plus de précisions sur le report des routes sur les cartes, voir ci-dessous Alignement entrant et sortant.

### Exemple-synthèse
À Harrington Harbour, en venant du nord et de l’est, le phare « d’atterrissage » de 8,9 milles de portée (FY @ 8,9m) peut d’abord servir d’alignements de danger (ou de garde) par la cote de 10m des îles d’Entrée et du Jardin. D’abord décelable sur les nuages bas, il propose un arc d’approche de large (donc approximatif) visible sur quelque 21°. Après être à nouveau masqué par l’île d’Entrée, les feux de l’alignement de large prennent le relais. À noter : leur portée est supérieure (13 milles) à celles des phares d’atterrissage et d’entrée de port (7,8 et 8).

## Généralités: utilisation et configurations
Les alignements aux amers très éloignés l’un de l’autre (1187(.1) @ d=3.499,8m à Miramichi (Nouveau-Brunswick) ou dont l’amer antérieur est très distant de la portion utile ou dont l’altitude est très différente, sont ceux qui se voient de plus loin. À l’inverse, plus les amers sont rapprochés en distance, en hauteur, moins longue est leur portée utile.
Les feux d’un chenal portent le nom d’un obstacle proche et, sur terre, celui du port desservi.
Les alignements sont l’apanage du domaine maritime ou maritimo-fluvial. Ils sont rares en navigation fluviale puisqu’en rivière les bâtiments corrigent constamment leur route sur les berges... (Le Fleuve Columbia sur la côte du Pacifique nord, le système Saint-Laurent / Grands Lacs… constituent des cas particuliers, traités à part.)
Exception notable : au Québec, jusqu'à la disparition de la navigation commerciale à la fin du siècle dernier, la rivière Richelieu comportait une douzaine d'alignements entre Sorel et l'écluse de Saint-Ours.
Un alignement ne doit pas être masqué : pour cette raison, leur implantation s’accompagne de servitudes de zone non-aedificandi ; là où la végétation risque de le cacher, elle doit être sarclée régulièrement.

### Utilisation

#### permanente
Aides à la navigation fixes, les alignements sont parmi les plus sûrs pour mener directement à bon port.
Après repérage par un phare de « grand atterrissage » (donc de grande portée), un alignement idéal devrait permettre de se rendre directement au port. Dans les faits, toutes sortes d’obstacles (récifs, bancs de sable, îlots, épaves…) imposent plusieurs alignements.
Selon leur fonction, on distingue divers types d’alignement :
- de (grand) large ou de « grand atterrissage » ;
- d’« atterrissage secondaire », intermédiaire ;
- d’« entrée de port » ou d’accès ;
- ou d’échouage ou d’« atterrissage » proprement dit ;
- et de route ou de chenal étroit.

Un alignement d’atterrissage ou de port est d’autant plus court que bassin ou le port est petit. En Bretagne, dans l’estuaire et le golfe Saint-Laurent, nombre de petits havres de pêche disposent de tels aménagements. La plupart des marinas aussi : dans ce cas, leur installation et leur entretien sont généralement privés.
Un alignement de route est destiné à maintenir les bâtiments dans un chenal relativement étroit et généralement dragué ou dans « des couloirs de circulation séparés » ou rails. Le chenal dragué entre les écueils et la route à suivre est alors matérialisé sur la carte par un trait plein au milieu. Sur le Bas-Mississippi, même en plein fleuve largement navigable, des pointillés parallèles délimitent la zone où les bâtiments les plus importants sont privilégiés.

#### intermittente
Lorsque l'objectif visé est un port d'échouage ou une plage de débarquement, le ou les alignements ne doivent être utilisés que dans la mesure où on peut naviguer avec le pied de pilote.
À Saint-Joseph-de-la-Rive, un alignement qui suivait grosso modo les méandres de la rivière des Boudreault sur la batture, menait à l'un des nombreux chantiers navals du Saint-Laurent d'antan. L'estran asséchant complètement à marée basse sur quelque 500m, l'alignement était, bien sûr, réservé pendant quelques heures seulement par marnage, aux goélettes, navires de faible tirant d'eau.
À la disparition de cette flotte, quand l'entreprise est devenue le Musée maritime de Charlevoix, cette aide à la navigation est devenue obsolète (bien que des navires s'y rendent encore très occasionnellement, par exemple pour des réparations).
Un peu plus en amont, à Baie-Saint-Paul, un alignement guide encore les plaisanciers dans la rivière du Gouffre dans un « chenal » accessible « 2 heures avant et après la marée haute seulement. »
Ailleurs, notamment dans quelques abers de Bretagne asséchants à marée basse, on trouve à l'occasion des alignements, souvent privés, menant à des bassins à flot, aujourd'hui exploités par la plaisance.

### Configurations
Vu le grand nombre de paramètres en cause, les alignements comptent parmi les aides à la navigation les plus utiles et les plus sûres ; mais leurs configurations variées imposent des connaissances nautiques spécifiques.

#### Alignement entrant et sortant
Les dénominations des cartes anglophones distinguent à l'occasion les alignements inbound et outbound.
À l'instar des Livre des Feux ainsi que des phares dont la route n'est donnée qu'en approche, jusqu'à la reconversion au système métrique à la fin du XXe siècle, certaines cartes du SHC ne fournissaient la route entrante que plus ou moins au milieu de la portion utile de l'alignement (exemples, carte 1.338); c'est encore le cas sur celles du SHOM où ce report s'effectue au début (exemple carte 7396  Cours de la Loire).
Après l'abandon des mesures impériales, sur les cartes du SHC, la règle est devenue d'indiquer aux deux extrémités et la route entrante et la route sortante.
Sur le Saint-Laurent, les Livres des Feux du SHC procèdent à une telle distinction tantôt pour les deux alignements opposés (voir ci-dessous Cap Brûlé), tantôt pour l'un seulement (voir ci-dessus Île Lamy). La dénomination utilisée alors - PAS reportée sur les cartes - s'effectue du point de vue de la timonerie : un alignement aval « se prend » en entrant; et l'inverse. (Un bâtiment avalant s'aligne donc sur un alignement amont, et l'inverse).

#### Alignements convergents
À partir du (grand) large, plusieurs alignements peuvent mener à un même port. Si l’accès final est unique et étroit, les divers alignements convergent en un seul point :
Autres exemples :
- - dans le port de New-York, un premier point de convergences (au pluriel) se trouve au nord de Sandy Hook : c’est là que cessent de s’appliquer les règles internationales pour éviter les abordages (COLREGS) et qu’entrent en vigueur celles propres au port de New-York. Un deuxième point de convergence se situe plus au nord à quelque 4 milles au sud du pont de Verrazano (voir carte).
  - dans la rade de Saint-Malo, le chenal de la Grande Porte par l’ouest et trois autres par l’est converge avec le chenal principal, celui du Bunuel @ 158°, puis @ 128° ;
  - l’accès au port de Canso (Nouvelle-Écosse) s’effectue par plusieurs alignements convergents (voir carte ci-dessus).

Dans tous ces cas, les routes convergentes se rejoignent sur les cartes à un point d’intersection.

#### Alignements croisés

##### réels
L’alignement unique et direct est rare : les routes doivent s’écarter des divers obstacles avec autant d’alignements. Ils se croisent alors : le virage pour quitter l’un pour le suivant peut alors être indiqué en pointillés. Il en va de même dans les courbes de rivières et des chenaux.
- Alignements conjoints

Certains alignements partagent un même amer sur des angles variables : au lieu de 4 constructions, on n’en retrouve donc que trois :
- - au large de New-York, juste au sud du pont des Verrazano, les alignements convergents sur angles fermés Sywash Channel et Ambrose Channel se partagent l’amer postérieur State Island F 234ft – F 225ft. Des dispositifs appropriés (phases et couleurs des feux…) permettent de distinguer les deux alignements l’un de l’autre;
  - dans l’estuaire de la Loire, sur un angle ouvert, le phare blanc à scintillements (Q) de l’Inelière sert aussi bien de postérieur à la route amont à 116° qu’à l’aval à 342,8°;

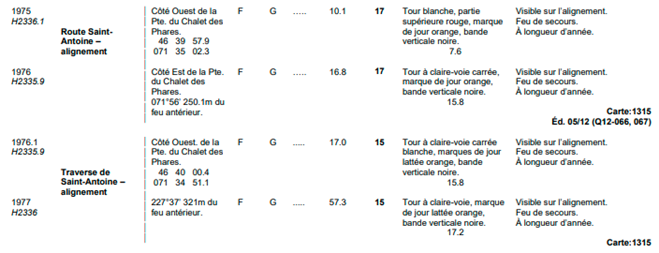
Saint-Laurent (Québec) - Traverse et route Saint-Antoine

- - sur le Saint-Laurent, en amont de Québec, deux alignements se partagent le même amer 1976 : à h = 15,8m, il est à la fois l’antérieur de la Traverse Saint-Antoine (227,5°) et le postérieur de la Route Saint-Antoine (72,0°). Vu l’angle très ouvert, les feux ne peuvent pas être confondus et sont donc identiques : F G.

##### altérés (faux)
Si elle est placée très près de l'eau, la marque antérieure peut engendrer une réflexion donnant l'illusion d'un alignement croisé, évidemment facile à corriger. En revanche, si l'alignement est très long, le phénomène ne se produit que pour le feu, dès le crépuscule. Cette anomalie peut être funeste si le feu postérieur est en panne : en effet, le relèvement fictif ainsi fourni sera toujours celui de la ligne de foi du bâtiment (dérives de vent et de courant latéral compensées) quelle que soit la route suivie. Rappelons que, en dépit de la formule consacrée « visible sur l'alignement », ce dispositif N'est PAS rigoureusement sectoriel. L'écart peut donc être plus ou moins considérable.

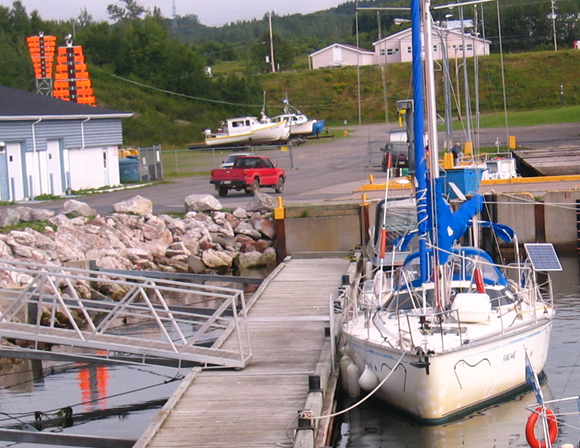
Faux alignement croisé : port de Gascons (Québec) - Tourelle et feu sont réfléchis dans l'eau

À titre d'exemple, le phénomène se produit régulièrement sur le Saint-Laurent pour l'alignement aval de la Course de l'île Saint-Ours à la sortie du chenal secondaire (Sud) réservé aux petites embarcations. Avec un écart de quelque 2° est, le « faux » alignement croisé peut alors sembler croiser la bouée MQ.1 marquant la passe relativement étroite du confluent avec le chenal principal. (L'écart réel peut dépasser le double...)
Cette anomalie est variable et dépend de nombreux facteurs comme la hauteur et l'espacement des tourelles, la visibilité (voir le Diagramme de portée nominale du Livre des feux ), le niveau et l'état du plan d'eau (qui doit être relativement calme), la hauteur de l'observateur (voir le Nomogramme ). Toutefois, cette singularité s'altère au moindre des changements ci-dessus. Elle rappelle que l'aide à la navigation que constitue un alignement doit être validée par d'autres relevés (compas, radar...)
Plus rarement, la nuit tombée, le feu postérieur peut aussi - mais moins nettement - se réfléchir dans l'eau. La réflexion s'effectue alors devant celle du feu antérieur. On obtient alors l'illusion d'alignements presque « parallèles » (voir plus bas).

#### Alignements complexes
Lorsque, sur des courbes serrées, plusieurs alignements se suivent de très près sur un ou plusieurs angles fermés, les feux, rapprochés, doivent être distingués. Sur le fleuve Saint-Laurent, en descendant la courbe Bellmouth, les alignements de la Route de Contrecoeur (Y) et de la Traverse de Contrecoeur (G) se distinguent par leur couleur. Leurs antérieures sont aussi intercalées d’un feu sur tourelle (2286) « visible sur le relèvement 024° 47’ fonctionn[ant] de nuit seulement [et] saisonnier » pratiquement sur l’alignement avec le feu postérieur 2291. De telles combinaisons imposent tant aux concepteurs qu'aux navigateurs des précautions particulières (voir plus bas).

#### Alignements opposés
En rivière ou dans un chenal étroit, une route donnée devrait, en principe, être marquée aux deux extrémités par deux alignements contraires ou opposés dans chacun des deux sens, c’est-à-dire un à chacune des extrémités de la route. Sur le Saint-Laurent, la route Saint-Ours, comporte à la fois un alignement (G) à 182°19’ au nord de Contrecœur (Québec), et, à quelque 5 milles de là, un autre (G) à 002°22’ au nord de Lavaltrie.

#### Alignement divergent
Sur le Saint-Laurent amont, avant la reconversion au système métrique, l’alignement de la route de Lavaltrie sur l’île Hervieux à 208°5 (G) servait à deux relèvements différents : sur quelque 2 milles, l’accès à la bifurcation de l’île Saint-Ours à 182°19° et un chenal secondaire rectiligne[2] de 6,6. aujourd’hui déclassé, il est encore utilisé par les petites embarcations puisque l’alignement « couvre » ledit chenal.

#### Cas rares

##### alignements combinés
- feux combinés

Au lieu de deux feux seulement, un alignement peut en compter trois : à la barre Boulard, où le chenal du Saint-Laurent est le plus étroit (seulement 244 m), « l’alignement lumineux se trouve […] en ligne avec le feu de l’île Richelieu, au relèvement 054°. » Aux plus basses mortes eaux, le lit du fleuve est encombré de rochers et le courant peut dépasser 8 nœuds.
- feux rapprochés

Lorsque le chenal s’éloigne momentanément d’une route très longue, les mêmes tourelles peuvent servir à marquer à la fois les routes aval et amont. Dans ce cas, chacune d’elles comporte et une basse et une haute, paires orientées en sens contraire à 180°. Celles de l’Îlette Brûlée sont alors légèrement décalées d’un demi-degré pour éviter les chevauchements risquant de masquer. Dans les instructions nautiques ATL 111 de l’Île Verte à Québec, les alignements aval et amont sont décrits… dans deux chapitres différents avec des caractéristiques physiques identiques : « l’alignement lumineux amont du Banc du Cap Brûlé se trouve sur les mêmes piliers que ceux de l’alignement lumineux aval [...] à 033°1/2 (p. 19)».
Si on y ajoute l'alignement amont de la pointe de La Durentaye à Saint-Michel, à un demi degré près (213°), on obtient donc, sur quelque 25 milles marins, trois alignements pratiquement en ligne droite.

##### alignements parallèles et... «suspendu»
Le Banc du Cap-Brûlé représentant bien évidemment un obstacle à la navigation, la route se trouve décalée vers le NW de 0,5 mille marin sur moins de 4 milles à... 213°1/2! L'alignement de Saint-François (carte 1317) est donc pratiquement parallèle à ceux du Cap Brûlé et de Saint-Michel, « suspendus » sur quelque 10 milles.
Les alignements amont du Cap Brûlé à 221° et de la pointe d'Argentenay à 226° permettent de négocier le triple, mais capricieux virage. Avec celui, aval, du cap Gribane à 204°, on en relève en tout 8 dans le secteur (si on tient pour 2 l'alignement double...)
Avec des bouées latérales particulièrement rapprochées en ligne droite (8 paires en 16 milles), ces nombreux aménagements coïncident avec ce qui, en termes de navigation, met fin à l'estuaire maritime (naturellement large et profond) avec un point particulièrement critique de l'estuaire fluvial : dragué à seulement 12,5m pour moins de deux dixièmes de large après le Cap Brûlé, il est soumis à un règlement sévère de dégagement sous quille.

## Utilité pour la navigation
À l’origine, les alignements étaient utilisés exclusivement pour l’accès aux ports ou aux échouages ou les repères de hauts-fonds (pêche). On les a ensuite développés en mer pour diriger les navires à travers des écueils et des bancs de sable et, dans les cours d’eau, les canaux et les chenaux étroits ou dans les rails (couloirs) de navigation.

### Autres utilisations

#### Estimation de la dérive
On peut mesurer la dérive d’un navire en calculant le gisement de la ligne de foi du bâtiment sur ledit relèvement. Sur un relèvement par l’arrière, l’éventuelle dérive du sillage permet aussi de l’estimer, voire de le calculer.
Cette estime inverse peut être très utile à la rame, navigation qui, normalement, ne permet pas de faire route par l’avant, mais toujours par l’arrière.

### Cas particuliers

#### Base de vitesse
Des alignements peuvent être combinés pour constituer une base de vitesse permettant aux navires de calculer leur vitesse sur le fond. Ce calcul n’est valable que si le navire suit rigoureusement la route voulue en relevant la paire d'amers sur un angle complémentaire.
Ce dispositif était utile soit dans les zones à courants de marée (nécessairement renversants), soit dans le domaine fluvial, périodiquement plus ou moins constant.
Exemples : deux alignements,
- l’un, dans le Broad Sound au large de Portland (Maine), sur l’île Whaleboat[18], une combinaison de deux alignements perpendiculaires à la route 038°00’7 et éloignés l’un de l’autre de 5946 pieds (1812 m, donc moins d'un mille : dispositif privé);
- l'autre, entre Magnolia et Gloucester (Massachusetts), « par le travers de l’île Normans Woe[Quoi ?] [19] et un « marker » à terre et l’autre, double, au nord de Dolliver Neck. Pour des calculs précis, le navire doit se trouver très exactement sur la route indiquée sur les cartes les plus anciennes (205°);

Sur le Saint-Laurent, cette aide à la navigation était courante. Sur l'île d'Orléans, on trouvait « une base de vitesse de 1 mille [nautique], soit 6.080 pieds (1.853,2m) [...] au large de l'île d'Orléans. » Elle était encore cartographiée sur la première carte métrique (1232) du SHC en mars 1982. Elle a été supprimée lors de la refonte en 1995 (1317).
En face de Sorel (Québec), on trouvait « une base de vitesse d’une longueur mesurée de 5280 pieds (1609,3 m = 1 mille terrestre). L’alignement lumineux du bassin [Lanctôt] de Sorel en marqu[ait] la limite est ; la limite ouest [était] marquée par deux balises situées sur l’île Saint-Ignace. La route à parcourir sur cette base vitesse était orientée à 073° – 253°, sur l’alignement lumineux de l’Île de Grâce. » Pour calculer sa vitesse, le navire montant devait donc effectuer un relèvement sur l’alignement d’abord à bâbord, ensuite à tribord.
Avec la conversion numérique des cartes nautiques et le GPS, les dispositifs de base de vitesse ont été largement abandonnés et les marques et balises la plupart du temps démantelées.

#### Alignement de garde
Sur un cartouche de la carte 1313 du SHC au 1 : 15.000e, un alignement privé détermine les petits fonds au NE  du port de Bécancour (donc la ligne de danger). C'est un autre feu (n° 2068.3) qu'il faut suivre à un relèvement sensiblement parallèle de 167° 44'  pour accéder aux installations portuaires.

#### «Repérage des bouées à la rive» par «points relevés»
Une combinaison de deux alignements permet de repérer « les bouées couvrant des roches et qui par conséquent doivent toujours rester au même endroit[réf. à confirmer] ». Cette technique constitue l'inverse d'un classique en navigation, le relèvement. Dans le présent cas, il s'effectue à terre en deux endroits différents, au lieu d'un seul point sur l'eau. (Voir illustration en fig. 2, p. A-6).

#### Alignements à secteurs
Sur le Mississippi inférieur, on trouve côte à côte trois alignements correspondant aux trois feux d’un feu à secteurs : rouge, blanc et vert. Le navire qui suit l’alignement blanc de Lower Belmont crossing (carte NOAA - 11.370) en trait plein au centre est rigoureusement sur la route ; les deux autres s’en écartent comme d’une droite (pointillée) de danger (ou de garde).

#### Relèvement par le travers
Lorsque la droite de deux amers coupe un alignement, on obtient un point relevé d’une extrême précision. Sur le Saint-Laurent, à l’île Saint-Ours, le feu Iso Y 2s combiné avec l’antérieur Iso G 1s coupe non seulement un, mais de très près deux alignements, l’un à 25 / 255°, l’autre à 45,5° / 225,5°. Ce feu est, de surcroît, combiné à un racon - - (M).

#### Alignement par l’arrière
Les portions NON navigables (d et d)[Quoi ?] peuvent être très éloignées de celle qui est navigable. Si, pour une raison ou pour une autre, un seul des amers est occulté, l’alignement devient inopérationnel. La chose peut se produire sous les latitudes arctiques où neige et blizzard peuvent « enterrer » les balises et où il est très difficile de les entretenir.
Dans ce cas, on peut choisir un alignement par l’arrière : contrairement au cas général, il devient repérable dès qu’on se trouve à proximité des amers, mais décroît au fur et à mesure qu’on s’approche de « l’objectif ». Exemples : détroit de Bellot et alignement secondaire d’Iqaluit (voir plus bas conclusion).

#### Alignement dans le sas d’une écluse
Toute écluse ouverte fournit aux navigateurs un alignement qu’ils utilisent comme tel, beaucoup plus évident en venant de l’aval qu’en accédant par l’amont.

### Synthèse: feux directionnel et à secteurs
Comme le feu directionnel, l’alignement est un dispositif linéaire, rectiligne, comportant des indications précises sur la route à suivre. La différence réside dans le fait que le feu directionnel ne précise pas la largeur du chenal à suivre ; en revanche, dans les chenaux étroits, un alignement détermine clairement la largeur du chenal navigable sur la carte; quant aux feux à secteurs, par définition toujours lumineux, ils ne précisent pas une route à suivre, mais délimitent plutôt des zones de danger ou de garde sur tribord et bâbord : blanc au milieu et respectivement vert et rouge de part et d'autre (et même parfois beaucoup plus.) Point commun avec l'alignement : dans les deux cas, les limites du chenal navigable sont marquées par des pointillés.
Exemple complexe aux Îles-de-la-Madeleine, dans le golfe Saint-Laurent : « Le feu à secteurs de la Grosse-île (1485.5), entretenu à titre privé, est situé sur le côté sud de la pointe ; le secteur blanc, qui couvre un arc de 10 minutes, est centré sur le relèvement 034°04’… »
Sur le Saint-Laurent, dans le chenal de l'île d'Orléans, un feu à secteur complexe guide les navires d'excursion comme de plaisance à travers un haut-fond où « les profondeurs [sont] moindres jusque 0,9m » (carte 1317) : R - Al WR - W - Al WG - G. La rare complexité de ces feux détermine un secteur de la précision des alignements, le secteur « navigable » (W) n'ayant que 0,15 mille de largeur à plus de 6 milles du dispositif.

### Visibilité des alignements
Selon les configurations, surtout météorologiques, les alignements sont variablement visibles. Pour ceux à grande portée, généralement dans l'ordre suivant :
- au radar : l'aérien étant placé en hauteur, c'est sur l'écran de cet observateur électronique que « se lit » d'abord un alignement[25] ;
- de nuit : par temps clair, vu la puissance de nombre de feux, les alignements se voient beaucoup mieux la nuit que le jour ;
- aux jumelles...
- puis à l'œil nu.

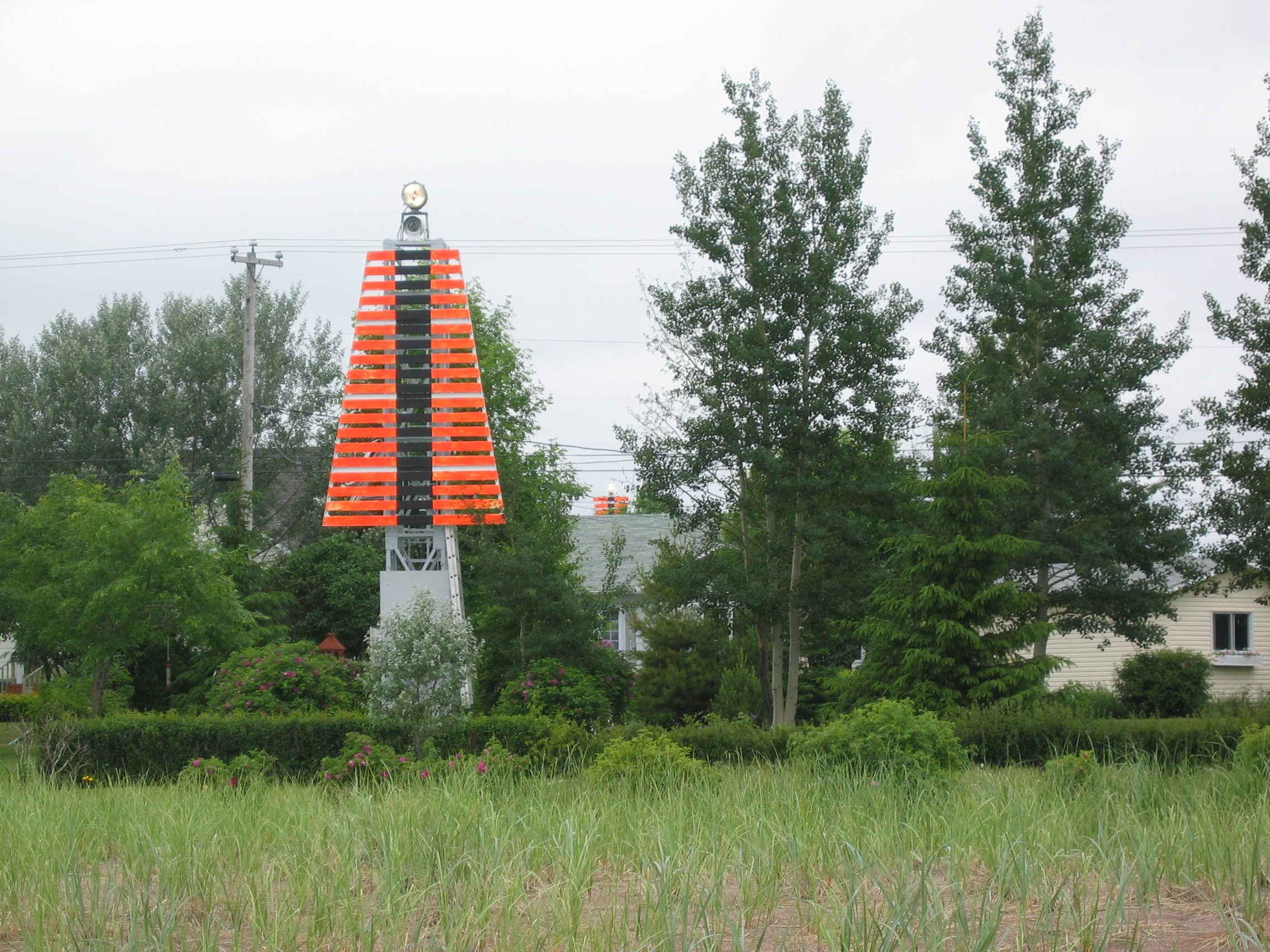
Alignement postérieur masqué - Chandler - Baie des Chaleurs (Québec)

À proximité terminale d'un alignement, l'antérieure peut masquer la postérieure ou celle-ci peut disparaître derrière divers accidents de terrain. Dans ce cas, le navire se trouve presque automatiquement dans la portion aveugle de l'aide à la navigation...

## Évolution passée et perspectives d’avenir
Rôle traditionnel
À l’origine, toutes les aides à la navigation sont de simples piquets, portant plus ou moins branches et feuillage, plantés dans les cours d’eau ou sur terre. Les alignements indiquaient l’entrée des ports ou guidaient le marin dans les sinuosités des rivières. Ce rôle est encore rempli dans nombre de rivières dont le lit profond, rocheux, est stable même s’il est superficiellement ensablé ou envasé : c’est encore le cas d’innombrables rias de Bretagne. Les alignements sont alors entretenus par diverses administrations locales.
Contribution commerciale
De simples relèvements pour rentrer au port ou aux bassins d’échouage, les alignements sont devenus des outils de navigation de plus en plus sophistiqués pour éviter des écueils, puis pour suivre des chenaux après dragage.
- améliorations

Lorsqu’une voie navigable est modernisée, la plupart des alignements doivent être rectifiés : des navires plus gros exigent des courbes avec des cordes plus prononcées, etc. L’aménagement du système Saint-Laurent et grands lacs en Voie maritime au milieu du XXe siècle, a rendus les premiers à peu près tous obsolètes. À l’occasion l’ancienne structure de ciment plus ou moins bien conservée côtoie de plus ou moins près la nouvelle. En rivière et canal, la navigation se passe d’alignements puisque le navire « suit » traditionnellement les deux rives.
- port en lourd et terminaux privés

Dans les eaux entourant New-York, on ne relève que quelques alignements, dont le Poorhouse Flats Range à Brooklyn sur l’East River. Côté New-Jersey (état qui a pris la relève commerciale de sa rivale maritime d’en face), beaucoup sont privés sur des terminaux exclusifs à un armateur.
Cette disposition semblerait conforme au modèle économique américain : une large place faite aux investissements privés contre des règlements beaucoup moins contraignants. Alors que dans la plupart des grands ports du monde le pilotage est obligatoire, l’expertise des pilotes y rend la plupart des alignements inutiles. Aux États-Unis, la responsabilité des manœuvres à chacun des terminaux privés serait laissée aux armateurs : seuls responsables des manœuvres, les capitaines des navires parmi les plus grands du monde doivent se fier à des alignements, eux-mêmes privés[Information douteuse].
- navigation hivernale

En hiver, la plupart des bouées-tonnes lumineuses doivent être remplacées par des bouées à espars non lumineuses : avec la dérive des glaces, même celles-ci risquent d’être déplacées. Équipements fixes à terre, les alignements échappent à ces dangers, ce qui a contribué non seulement à leur maintien, mais même à leur développement dans ces conditions.
Dans l’estuaire et le cours inférieur du Saint-Laurent, sur quelque 250 km presque rectilignes, on relève une cinquantaine d’alignements, soit 1 tous les 3 km en moyenne : d’une part, cette portion du fleuve est navigable toute l’année, y compris les quelques mois d’hiver ; de l’autre, à côté des Seawaymax initialement conçus pour la Voie maritime, circulent aujourd’hui jusque Montréal des navires beaucoup plus gros au tonnage deux fois plus élevé sinon plus.
Exception : sur le Saint-Laurent supérieur canalisé en amont de Montréal, les alignements (qui étaient au nombre de 3 entre Beauharnois et le Lac Ontario) s’élèvent après modernisation à 3 douzaines avec la nouvelle Voie maritime, même si la navigation y est fermée en hiver.
- climat nordique et latitude arctique

En climat nordique , le brouillard est fréquent, voire systématique à certaines périodes.
Aux latitudes arctiques, où la saison ne dure que quelques mois, voire semaines, les bouées ne se justifient guère ; les alignements, eux, sont « permanents ».
À Kuujuuak, capitale du Nunavik au Québec, sur quelque 30 milles du fleuve Koksoak pourtant presque rectiligne, on en dénombre 4 lumineux et 3 pas (presque 1 tous les quarts de mille…) : le courant de jusant peut y dépasser 6kn dans étroit goulet ! Avec 12m de marnage à l’entrée du fleuve, on est à proximité de la Baie des Feuilles où on trouve les marées les plus importantes du monde connu : 15,8m !
À Iqaluit, capitale du Nunavut, un alignement d’approche de quelque 8 milles @ 344° mènerait presque directement à la plage de débarquement n’était l’obstacle de Long Island ; le relèvement d’un alignement secondaire @ 050° à proximité du poste de transbordement des produits pétroliers, coupe cet alignement d’approche pour déterminer un petit bassin de mouillage de près d’1/2 mille de large et de quelque 7 pieds de profondeur aux plus basses mers. Sur une très courte distance, les navires s’y rendent par l’arrière, en suivant cet alignement entièrement en pointillés à 230°.

### Maintien, abandon ou développement des alignements?
Même si le déploiement systématique du trafic par conteneurs a suscité des navires plus gros plus difficiles à manier, l’utilité de nombre de relèvements est remise en question dans les eaux plus modestes.
Dans les estuaires de la Basse-Seine et du Mississippi, caractérisés par des courbes s’approchant de 180°, on ne trouve, ici, aucun alignement sur 112 km, et là, sur quelque 250 km, une demi-douzaine seulement à partir de la Nouvelle-Orléans jusqu’à Bâton-rouge, la plupart à proximité de la capitale de l’état.
Si on excepte le fougueux fleuve Columbia (Oregon / Washington - voir plus bas), sur la côte pacifique de l’Amérique du nord jusqu’en Alaska ainsi que sur la côte atlantique, les alignements sont rares.
Sur les quelque 200 km à vol d’oiseau du Rhode Island jusqu’à la frontière du Nouveau-Brunswick, sur une côte particulièrement découpée, parsemée de nombreux îlots et récifs ainsi que d’un gigantesque banc de sable, on n’en trouve qu’une demi-douzaine, dont ceux permettant l’accès par le nord et la sortie par le sud du canal du Cape Cod.
- rade de Saint-Malo : maintien traditionnel

Parsemée d’innombrables îles, îlots, récifs, densément naviguée depuis les temps immémoriaux, et, à ce titre, bien connue, avec ses liaisons commerciales notamment par traversier aux îles anglo-normandes, ses deux ports commerciaux et de pêche (Dinard et Saint-Malo), ses nombreux points d’attache de plaisance, la rade compte un nombre élevé d’alignements (et d’autres aides à la navigation) : sur une trentaine de milles carrés, une quinzaine (y compris ceux, très courts, de l’île de Cézembre et du canal de Naye qui donne accès aux bassins à flot du port).
- fleuve Miramichi : abandon partiel

Navigable sur quelque 25 milles (Nouveau-Brunswick), l’entrée de ce fleuve étroit et tortueux est barrée par des dunes de sable plus ou moins instables, typiques aux lagunes. La plupart des alignements de large sur ces dernières ont été supprimées et on envisage de le faire pour celle d’approche de Preston Beach West.
En revanche, d’après le Livre des feux, 11 des alignements lumineux ont été maintenus, avec trois autres de jour, soit plus d’un et demi par mille.
- fleuve Columbia : réparations régulières

Seul fleuve navigable d’importance sur la côte pacifique des Amériques, la Columbia (Oregon / Washington) est réputée pour ses crues nivales dévastatrices, même pour les alignements. De l’embouchure jusqu’au complexe portuaire de Portland / Vancouver, on compte pas moins de trois douzaines d’alignements pour 85 milles.
- détroit de Bellot : opérabilité problématique

Dans cet incontournable du Passage du Nord-Ouest, de quelque 30 km de long et d’1 mille de large, « on peut rarement naviguer plus de deux ou trois jours à la fois sans l’aide d’un brise-glace. » Bien que configuré comme un fjord avec des falaises abruptes « entre 254 et 305 m », les approches encombrées par l’est y ont imposé un alignement par l’arrière à 100° sur Long Island pour accéder « jusqu’aux eaux profondes ». Un autre alignement coupe le premier à 268 ½° pour « jalonner la partie la plus étroite du passage. » Dans cette région absolument désertique, ces balises ne peuvent être que des « marques de jour ». Elles sont, bien sûr, « difficiles à apercevoir lorsque le sol est recouvert de neige. » Les Instructions nautiques ARC 402 précisent que « l’alignement de balises de Bellot Strait ne doit être utilisé qu’à titre de référence. L’axe de l’alignement 268 ½° conduit vers le danger (sic) à 0,5 mille à l’ouest de Magpie Rock » (!)
- comparaison entre commerce et plaisance

À partir du confluent du Saint-Laurent et de la Rivière Richelieu vers le sud, sur quelque 25 km, la dizaine d'alignements a été maintenue dans le premier cas (alors que la route est composée pour moitié de la longue ligne droite de Lanoraie) et complètement supprimée dans le second : elle n'a même pas été maintenue au sud de l'écluse de Saint-Ours où l'approche n'est pas au droit de l'ouvrage, mais à 15°.
Alors qu'il a été question dans la deuxième moitié du XXe siècle de supprimer aussi les alignements sur la route commerciale, avec l'augmentation des tonnages et des capacités des navires-conteneurs, ils ont été maintenus.
Première Nations

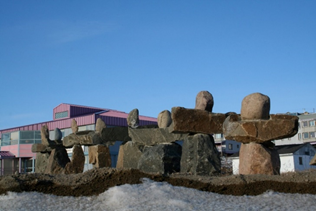
Iqaluit (Nunavut) - Alignements d'inukshuks

Aujourd’hui encore, les habitants du Nunavut utilisent des inukshuks comme amers et alignements.

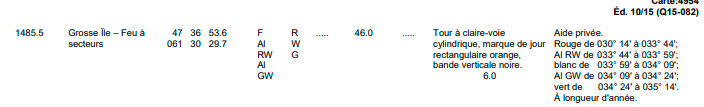
îles-de-la-Madeleine (Québec) - Feu à secteurs complexe

[1] - Direction générale des sciences de la mer – Ministère de l’environnement – Instructions nautiques – Golfe et Fleuve Saint-Laurent – Ottawa – 1973 – p. 398 / 498
[1] - Cairo se trouve au confluent de l’Ohio avec le Mississippi. Tous les documents de navigation américains (cartes marines, Instructions nautiques, Livre des feux…), ultimement financés par les contribuables, sont disponibles « déjà payés » (≠ gratuits) sur les divers sites gouvernementaux. Pour les cartes : Chart Locator (noaa.gov).
SYNTHÈSE GÉNÉRALE
Outil de navigation parmi les plus précis, selon les juridictions, les règlements, les emplacements, les circonstances, les alignements requièrent une rigueur à proportion en navigation : activement, la rencontre des navires impose d’ouvrir l’alignement ; celui-ci révèle toute dérive due au courant à corriger rapidement ; passivement, en approche finale au port à vitesse réduite, le moment où, faute de propulseur d’étrave, le navire décroche (et qu’il requiert l’assistance de remorqueur(s) ; dans certaines courbes l’alignement sert plus à vérifier que le navire a bien « suivi » le courant…

### Alignements et départ derégate
Lors des compétitions de voile légère ou côtière prendre un bon départ est de la plus haute importance : Le bateau qui part bien dégagé des autres bénéficie d'un vent franc et peut déventer ses adversaires (un gain d'une demi longueur de coque se transforme très vite en un avantage dix fois plus important). Le champion Paul Elvström indiquait qu'un bon départ de régate compte pour 50% du résultat.
Toutefois les règlements de course prévoient des pénalités pour les barreurs trop impétueux qui "volent le départ" et coupent la ligne avant le signal : Cela peut aller d'un simple rappel individuel (obligeant à retourner à la ligne de départ et à la repasser, en général dans le déventement des adversaires plus prudents) à une disqualification pure et simple.
Lors des régates en rivière la ligne est en général immuable avec un mât à pavillonnerie et un abri pour le comité de course sur la berge.
La plupart des clubs de rivière installent deux marques d'alignement (comme celles de la photo ci-contre) sur la berge côté club pour matérialiser la ligne de départ et peignent parfois en blanc un arbre ou plantent un poteau-repère sur la berge opposée, alignements appréciés des barreurs confrontés au manque de place, aux déventements divers et au courant.
Les parcours de championnats en eaux semi-abritées (baie ou sur un grand lac) utilisent des parcours plus grands, loin des rives et officiellement définis (triangles et trapèzes olympiques) avec des lignes de départ perpendiculaires (en principe) à la direction du vent, lignes matérialisées par un bateau principal (Bateau-Comité) portant les officiels (Comité de course) et la pavillonnerie associé à un bateau auxiliaire (dit Bateau-bouée ou bateau-viseur) portant des viseurs-arbitres à l'autre bout.
Le bateau Comité principal est placé à droite (tribord) de la ligne en regardant face au vent et le bateau bouée à gauche (bâbord). Dans un contexte très compétitif les bateaux sont à touche-touche et se battent pour la position la plus favorable dans la phase de pré-départ.
La ligne (immatérielle) peut être neutre (exactement perpendiculaire au vent), avantagée tribord (le concurrent partant tribord amures près du bateau comité est favorisé) ou au contraire (cas très fréquent, les comités de course n'appréciant pas les empoignades et les percussions autour de leur bateau), avantagée bâbord (départ favorable près du bateau-bouée). Toutefois la règle de course fondamentale donnant la priorité au bateau au près tribord amures sur un concurrent bâbord amures interdit en pratique, sauf très gros décalage de la ligne par rapport à la perpendiculaire au vent, de partir bâbord amures depuis le bateau bouée. Les régatiers comparent cette rare occurrence au « coup du roi » — ou « hole in one » — des golfeurs.
La meilleure tactique est donc de partir tribord amures soit en milieu de ligne (en général moins fréquenté) ou à l'extrémité bâbord... mais pour cela il faut au préalable, après avoir déterminé le côté favorable de la ligne, avoir pensé à prendre un alignement en ayant visé longtemps à l'avance le bateau bouée depuis la proximité immédiate du bateau comité et mémorisé un repère à terre (un amer du type arbre, cap, colline, maison, etc.) dans le prolongement de la ligne de départ. Dans la fièvre de la dernière minute, cet alignement bateau bouée-amer à terre permet de flirter avec la ligne de départ sans trop risquer la disqualification.
En cas de faux départs successifs (et de pression croissante parmi les concurrents) il est bon de revérifier cet alignement crucial car le bateau comité et le bateau bouée, peuvent éviter (bouger autour de leur ancre).

### Annexe: alignements urbains
Combinées avec des édifices remarquables au centre de ronds-points ou de places, les perspectives urbaines constituent autant d’alignements depuis les temps immémoriaux.

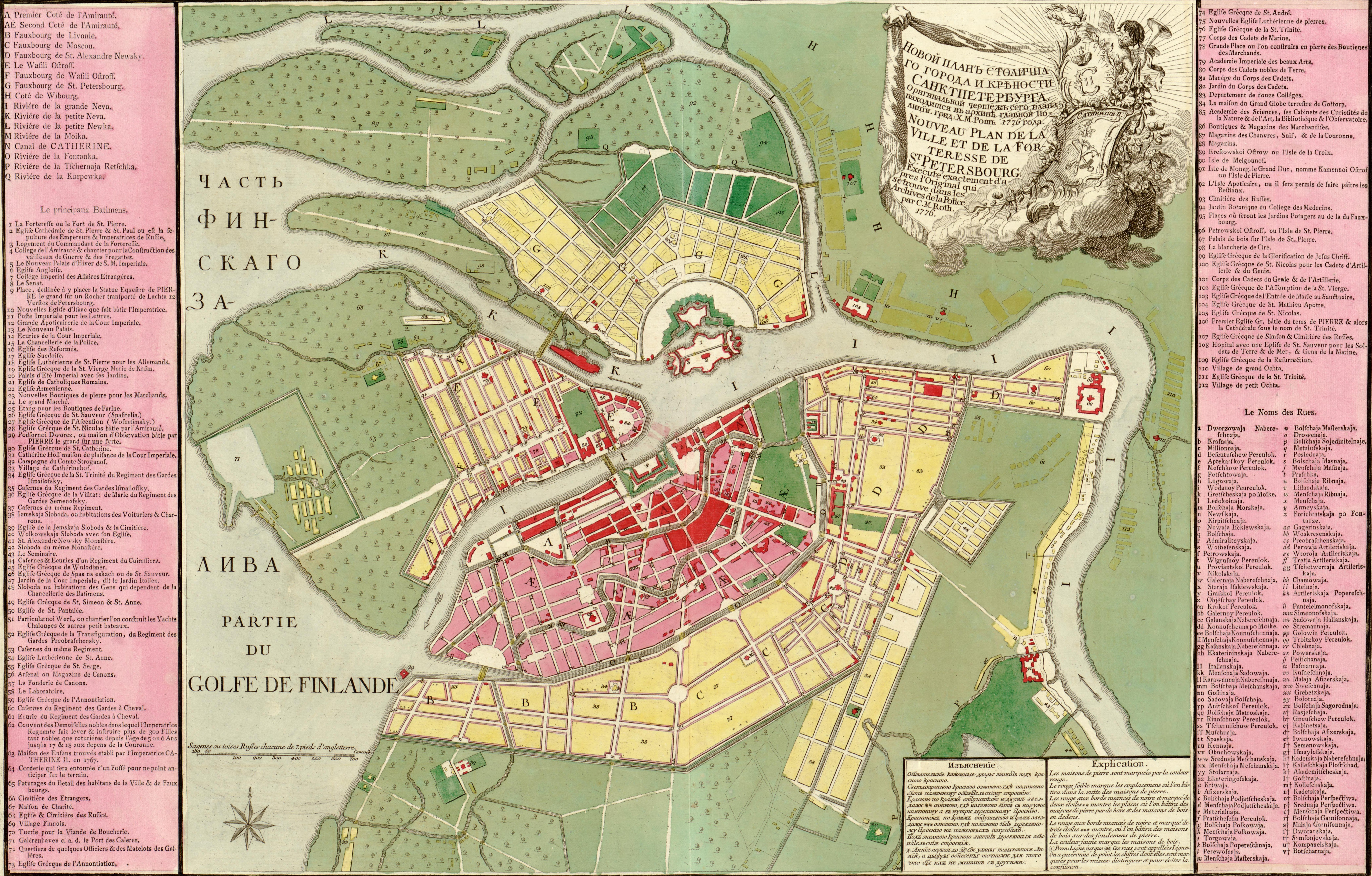
Plan de Saint-Pétersbourg en 1 776

Exemples : à Paris, au Rond-Point de la Défense et à partir de l’Arc de Triomphe ; à Berlin depuis la Porte de Brandebourg, etc.
Les ancêtres récents de ces percées propres à la période industrielle, sont probablement Saint-Pétersbourg, fondée en 1 703, puis « augmentée » des « perspectives Nevski et Voznessenski et la rue Gorokhovaïa », et le plan hippodamien de la ville de Washington (fin du XVIIIe s.) Conçu à partir d’un carré de 10 milles (terrestres) de côté dont les sommets sont orientés d’après les quatre points cardinaux, il régit toute la ville et nombre de ses perspectives : l’alignement du mémorial Lincoln, du monument Washington et du Capitole (qui épouse le bassin Lincoln) est rigoureusement parallèle à sa diagonale est / ouest ; à quelques mètres près, sa diagonale nord-sud par la 16e avenue passe par la Maison-Blanche; avec le Lincoln Memorial Reflecting Pool, les deux diagonales se rencontrent au milieu de l’Ovale présidentiel (qui devrait être considéré comme le centre de la démocratie et de la politique américaines (?)
Rappelons que le transport des matériaux nécessaires à la construction de ce complexe administratif, s’est surtout effectué par bateaux dans le Tidal Bassin et, avec une écluse, par le Canal de la ville de Washington.